# Lobelia erectiuscula
Lobelia erectiuscula là loài thực vật có hoa trong họ Hoa chuông. Loài này được H.Hara mô tả khoa học đầu tiên năm 1965.